# Adiantopsis reesii
Adiantopsis reesii är en kantbräkenväxtart som först beskrevs av Jenm., och fick sitt nu gällande namn av Carl Frederik Albert Christensen. Adiantopsis reesii ingår i släktet Adiantopsis och familjen Pteridaceae. Inga underarter finns listade.